# Mubarak Anber
Mubarak Anber (en árabe: مبارك عنبر أمان العلي‎; Catar, 1 de enero de 1954) es un exfutbolista de Catar que jugaba en la posición de defensa.

## Carrera

### Club
| Periodo   | Club                    |
| --------- | ----------------------- |
| 1971-1975 | Qatar SC                |
| 1975-1988 | Al Sadd SC              |
| 1985      | → Al-Ahli Doha (cedido) |

### Selección nacional
Jugó para Catar en 22 ocasiones de 1972 a 1984, participó en los Juegos Olímpicos de Los Ángeles 1984 y en la Copa Asiática 1984.

## Logros
- Liga de fútbol de Catar (7): 1970-71, 1972-73, 1978–79, 1979–80, 1980–81, 1986–87, 1987–88
- Copa del Emir de Catar (8): 1970-71, 1971–72, 1973–74, 1977–78, 1981–82, 1984–85, 1985–86, 1987–88
- Copa del Jeque Jassem (7): 1977, 1978, 1979, 1981, 1985, 1986, 1988